# Michał Krukowski (prawnik)
Michał Krukowski (ur. 10 października 1890 w Jadokłaniach, zm. wiosną 1940 w Charkowie) – polski prawnik, sędzia apelacyjny, porucznik audytor rezerwy Wojska Polskiego, kawaler Orderu Virtuti Militari, ofiara zbrodni katyńskiej.

## Życiorys
Urodził się 10 października 1890 w folwarku Jadokłanie, w ówczesnym powiecie wileńskim guberni wileńskiej, w rodzinie Antoniego i Pauliny z Koczanów.
Ukończył prawo na Uniwersytecie w Kazaniu, a następnie został powołany do armii rosyjskiej. W czasie rewolucji październikowej zdezerterował i zaciągnął się do I Korpusu Wschodniego.
Po odzyskaniu niepodległości w 1918 wstąpił do Wojska Polskiego. Został skierowany najpierw do 1 Dywizji Litewsko-Białoruskiej jako sędzia, a następnie do Frontu Litewsko-Białoruskiego, gdzie był sędzią w sądzie polowym. Następnie służył jako sędzia w Wojsku Litwy Środkowej.
Z dniem 25 października 1921 został zdemobilizowany. W 1922 jego oddziałem macierzystym był Departament Sprawiedliwości Ministerstwa Spraw Wojskowych. 8 stycznia 1924 został zatwierdzony w stopniu porucznika ze starszeństwem z 1 czerwca 1919 i 39. lokatą w korpusie oficerów inżynierii i saperów. Posiadał wówczas przydział w rezerwie do 3 pułku saperów w Wilnie. W 1934, jako porucznik rezerwy korpusu sądowego pozostawał w ewidencji Powiatowej Komendy Uzupełnień Wilno Miasto.
19 czerwca 1928 zakończył aplikację adwokacką i został mianowany sędzią pokoju w Landwarowie. Później, w tej samej miejscowości, został sędzią grodzkim. 27 czerwca 1929 został mianowany sędzią Sądu Okręgowego w Nowogródku, a już 21 lipca 1930 sędzią Sądu Powiatowego w Wilnie. W 1933 był kierownikiem Sądu Grodzkiego w Wilnie. W 1934 został sędzią Sądu Apelacyjnego w Wilnie. Na tym stanowisku pozostał do 1939. W 1933 mieszkał w Wilnie przy ul. Łukiskiej 16 m. 1, a w 1939 przy ul. Tomasza Zana 21. Obowiązki zawodowe łączył z funkcją prezesa Zarządu Wojewódzkiego Federacji Polskich Związków Obrońców Ojczyzny w Wilnie.
W nieznanych okolicznościach, po agresji ZSRR na Polskę, dostał się do niewoli sowieckiej i został osadzony w obozie w Starobielsku. Wiosną 1940 został zamordowany przez funkcjonariuszy NKWD w Charkowie i pogrzebany potajemnie w bezimiennej mogile zbiorowej w Piatichatkach, gdzie od 17 czerwca 2000 mieści się oficjalnie Cmentarz Ofiar Totalitaryzmu w Charkowie. Figuruje na tzw. liście Gajdideja (poz. 1725).
5 października 2007 minister obrony narodowej Aleksander Szczygło mianował go pośmiertnie na stopień kapitana. Awans został ogłoszony 9 listopada 2007 w Warszawie, w trakcie uroczystości „Katyń Pamiętamy – Uczcijmy Pamięć Bohaterów”.
Był wdowcem, miał córkę Helenę (ur. 5 lutego 1926).

## Ordery i odznaczenia
- Krzyż Srebrny Orderu Wojskowego Virtuti Militari nr 6820[28] – 10 maja 1922[29]
- Krzyż Zasługi Wojsk Litwy Środkowej[30]
- Medal Zwycięstwa[31]

12 czerwca 1935 i 25 maja 1938 Komitet Krzyża i Medalu Niepodległości odrzucił wniosek o nadanie mu tego odznaczenia „z powodu braku pracy niepodległościowej”.